# Iván Ortigoza
Iván Ezequiel Ortigoza (n. Rosario, Argentina; 1 de marzo de 1995) es un futbolista argentino. Juega de delantero y su equipo actual es Colegiales de la Primera Nacional de Argentina.

## Trayectoria

### Inicios
Ortigoza realizó las divisiones juveniles en Rosario Central, también tuvo una breve estadía por el Talleres de Córdoba en la categoría sub-20. En Europa estuvo en el Villarreal "C" de España y Estarreja de la cuarta división de Portugal.
En su regreso a Argentina estuvo en el Club Atlético Belgrano de Arequito y posteriormente en Sportivo Las Parejas de Santa Fe, aquí tuvo su debut profesional en el Torneo Federal A, en la Tercera División del fútbol argentino. En 2019 marcó su primer gol en el profesionalismo ante Juventud Unida de Gualeguaychú. Continuó en el equipo hasta junio de 2020.

### Gimnasia y Esgrima (J)
En el inicio de la temporada 2020-21 fichó por el Club Gimnasia y Esgrima de Jujuy, para disputar el torneo de ascenso de Primera Nacional. Jugó 32 partidos y anotó seis goles.

### Macará
El 18 de enero de 2022 fue anunciado por el Club Deportivo Macará de la Serie A de Ecuador. Jugó 15 partidos y anotó un gol.

## Estadísticas
- Actualizado el 6 de junio de 2022.[1][12]

### Clubes
| Club                             | Temporada     | Liga          | Liga | Liga  | Copa | Copa  | Internacional | Internacional | Otros | Otros | Total | Total |
| Club                             | Temporada     | División      | PJ   | Goles | PJ   | Goles | PJ            | Goles         | PJ    | Goles | PJ    | Goles |
| -------------------------------- | ------------- | ------------- | ---- | ----- | ---- | ----- | ------------- | ------------- | ----- | ----- | ----- | ----- |
| Sportivo Las Parejas Argentina   | 2019-20       | 3.ª           | 19   | 4     | 2    | 1     | —             | —             | 0     | 0     | 21    | 5     |
| Sportivo Las Parejas Argentina   | Total equipo  | Total equipo  | 19   | 4     | 2    | 1     | —             | —             | 0     | 0     | 21    | 5     |
| Gimnasia y Esgrima (J) Argentina | 2020          | 2.ª           | 7    | 3     | 0    | 0     | —             | —             | 0     | 0     | 7     | 3     |
| Gimnasia y Esgrima (J) Argentina | 2021          | 2.ª           | 25   | 3     | 0    | 0     | —             | —             | 0     | 0     | 25    | 3     |
| Gimnasia y Esgrima (J) Argentina | Total equipo  | Total equipo  | 32   | 6     | 0    | 0     | —             | —             | 0     | 0     | 32    | 6     |
| C. D. Macará · Ecuador           | 2022          | 1.ª           | 14   | 1     | 1    | 0     | —             | —             | 0     | 0     | 15    | 1     |
| C. D. Macará · Ecuador           | Total equipo  | Total equipo  | 14   | 1     | 1    | 0     | —             | —             | 0     | 0     | 15    | 1     |
| Total carrera                    | Total carrera | Total carrera | 65   | 11    | 3    | 1     | —             | —             | 0     | 0     | 68    | 12    |

## Palmarés

### Campeonatos nacionales
| Título           | Club     | País      | Año  |
| ---------------- | -------- | --------- | ---- |
| Primera Nacional | Belgrano | Argentina | 2022 |

### Campeonatos regionales
| Título        | Club        | País      | Año  |
| ------------- | ----------- | --------- | ---- |
| Copa Santa Fe | Las Parejas | Argentina | 2019 |